# Borée (Ardèche)
Pour les articles homonymes, voir Borée (homonymie).
Borée est une commune française, située dans le département de l'Ardèche en région Auvergne-Rhône-Alpes.
Il s'agit d'une des communes dont le territoire borde géographiquement le Massif du Mézenc et ses habitants sont les Boréens, ou les Boréyous et les Boréyounes, en occitan.

## Géographie

### Situation et description
Le petit village de Borée, qui présente un aspect essentiellement rural, est situé dans le département de l'Ardèche, sur les contreforts du massif du Mézenc qui domine le plateau ardéchois et les monts du Vivarais. L'ensemble du territoire est localisé en zone de moyenne montagne, dans la partie du Massif central appelée Haut-Vivarais.
Ce territoire fait intégralement partie de l'Ardèche, sur la bordure occidentale de ce département, non loin de la limite avec le département voisin de la Haute-Loire.

### Communes limitrophes
| Chaudeyrolles (Haute-Loire) | La Rochette   | Chanéac |
| Les Estables (Haute-Loire)  | Borée         | Arcens  |
| Sainte-Eulalie, Le Béage    | Saint-Martial |         |

### Géologie et relief

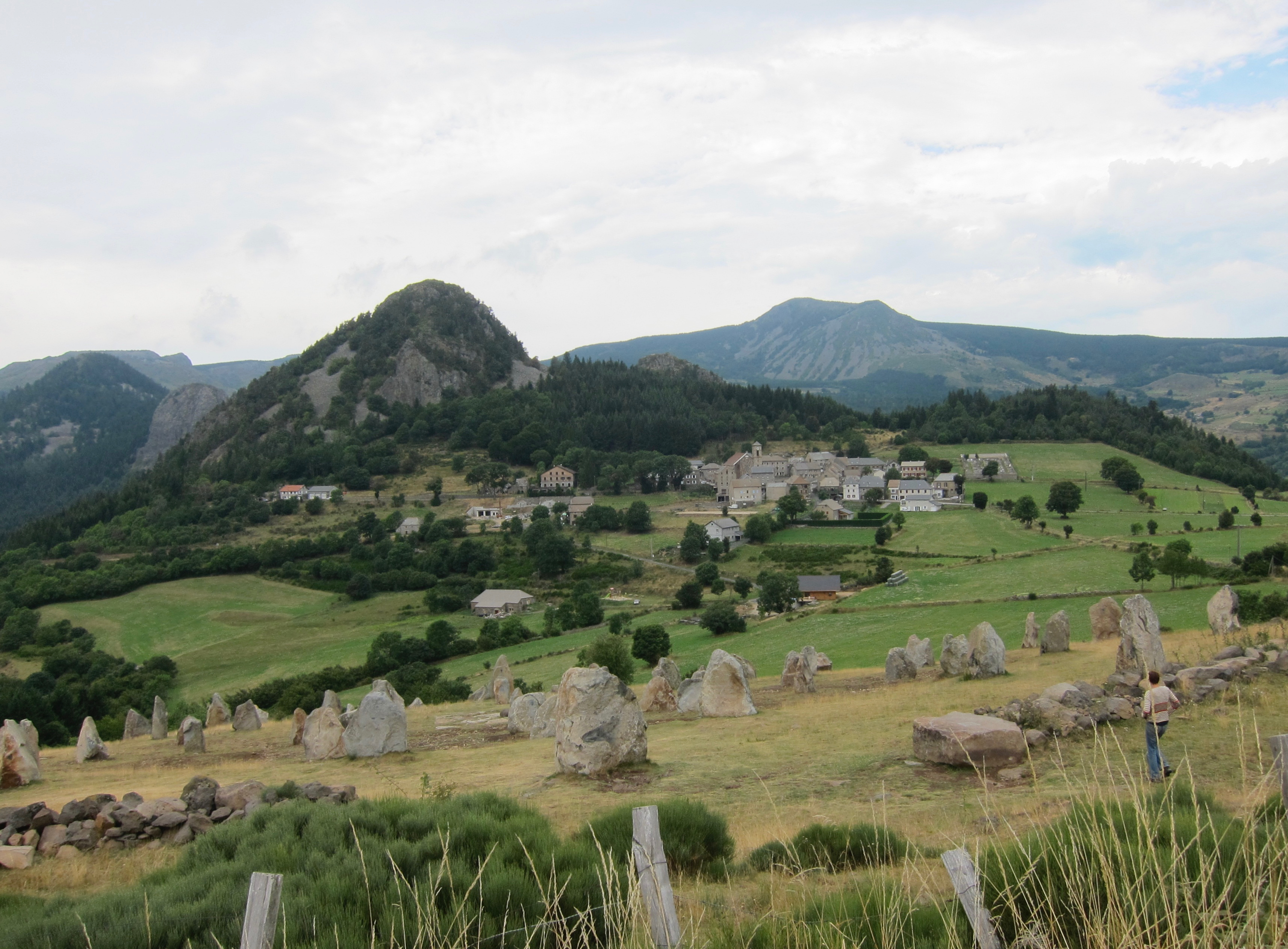
Village de Borée et le mont Mézenc

Le village et ses hameaux sont situés sur les pentes du mont Mézenc, un dôme de phonolite datant de 7 millions d'année. Ce volcan est entouré de plateaux basaltiques du même âge et d'autres dômes de phonolite ou de trachyte.

### Climat
Pour des articles plus généraux, voir Climat d'Auvergne-Rhône-Alpes et Climat de l'Ardèche.
En 2010, le climat de la commune est de type climat de montagne, selon une étude du CNRS s'appuyant sur une série de données couvrant la période 1971-2000. En 2020, Météo-France publie une typologie des climats de la France métropolitaine dans laquelle la commune est exposée à un climat de montagne ou de marges de montagne et est dans la région climatique Sud-est du Massif Central, caractérisée par une pluviométrie annuelle de 1 000 à 1 500 mm, minimale en été, maximale en automne.
Pour la période 1971-2000, la température annuelle moyenne est de 7,2 °C, avec une amplitude thermique annuelle de 16 °C. Le cumul annuel moyen de précipitations est de 1 264 mm, avec 10,8 jours de précipitations en janvier et 6,4 jours en juillet. Pour la période 1991-2020, la température moyenne annuelle observée sur la station météorologique de Météo-France la plus proche, « Les Estables_sapc », sur la commune des Estables à 7 km à vol d'oiseau, est de 6,9 °C et le cumul annuel moyen de précipitations est de 1 226,7 mm,. Pour l'avenir, les paramètres climatiques de la commune estimés pour 2050 selon différents scénarios d'émission de gaz à effet de serre sont consultables sur un site dédié publié par Météo-France en novembre 2022.

### Hydrographie
Le territoire de la commune abrite deux sources de cours d'eau notable du département de l'Ardèche :
1. La Saliouse, longue de 19,2 kilomètres[8], elle se jette dans l'Eyrieux au niveau de Saint-Martin-de-Valamas.
2. L'Eysse, un affluent de l'Eyrieux, d'une longueur de 23 km[9] et qui rejoint également l'Eyrieux sur le territoire de Saint-Martin-de-Valamas.

### Voies de communication
Le territoire communal est principalement traversé par plusieurs routes départementales dont :
- la RD 278 et la RD 378 qui relie la commune avec celle de Saint-Martin-de-Valamas
- la RD 337 qui relie la commune avec celle de Saint-Martial (jonction avec la RD 378).
- la RD 410 qui relie le bourg central de la commune avec celle de Fay-sur-Lignon en Haute-Loire;

## Urbanisme

### Typologie
Au 1er janvier 2024, Borée est catégorisée commune rurale à habitat très dispersé, selon la nouvelle grille communale de densité à 7 niveaux définie par l'Insee en 2022.
Elle est située hors unité urbaine et hors attraction des villes,.

### Occupation des sols
L'occupation des sols de la commune, telle qu'elle ressort de la base de données européenne d’occupation biophysique des sols Corine Land Cover (CLC), est marquée par l'importance des forêts et milieux semi-naturels (77,3 % en 2018), en augmentation par rapport à 1990 (68 %). La répartition détaillée en 2018 est la suivante : 
forêts (49,8 %), milieux à végétation arbustive et/ou herbacée (24,9 %), prairies (21,3 %), espaces ouverts, sans ou avec peu de végétation (2,6 %), zones agricoles hétérogènes (1,4 %).
L'évolution de l’occupation des sols de la commune et de ses infrastructures peut être observée sur les différentes représentations cartographiques du territoire : la carte de Cassini (XVIIIe siècle), la carte d'état-major (1820-1866) et les cartes ou photos aériennes de l'IGN pour la période actuelle (1950 à aujourd'hui).

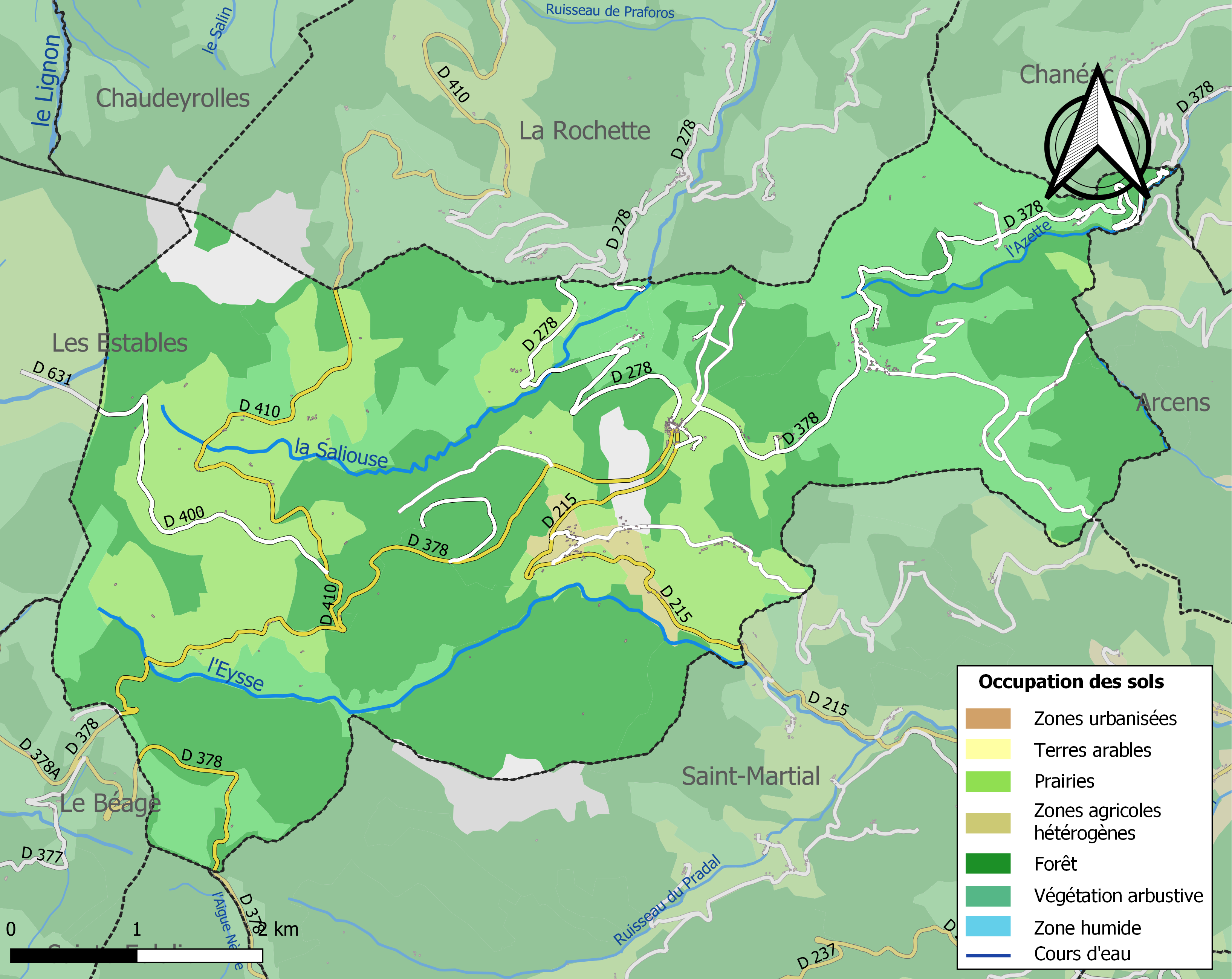
Carte des infrastructures et de l'occupation des sols de la commune en 2018 (CLC).

### Risques naturels

#### Risques sismiques
L'ensemble du territoire de la commune de Borée est situé en zone de sismicité no 2 (sur une échelle de 5), comme la plupart des communes situées sur le plateau et la montagne ardéchoise.
| Type de zone | Niveau           | Définitions (bâtiment à risque normal) |
| ------------ | ---------------- | -------------------------------------- |
| Zone 2       | Sismicité faible | accélération = 1,1 m/s2                |

## Toponymie
Le nom de Borée provient du nord-occitan bòria qui signifie « ferme, métairie » (français « borie »).

## Histoire

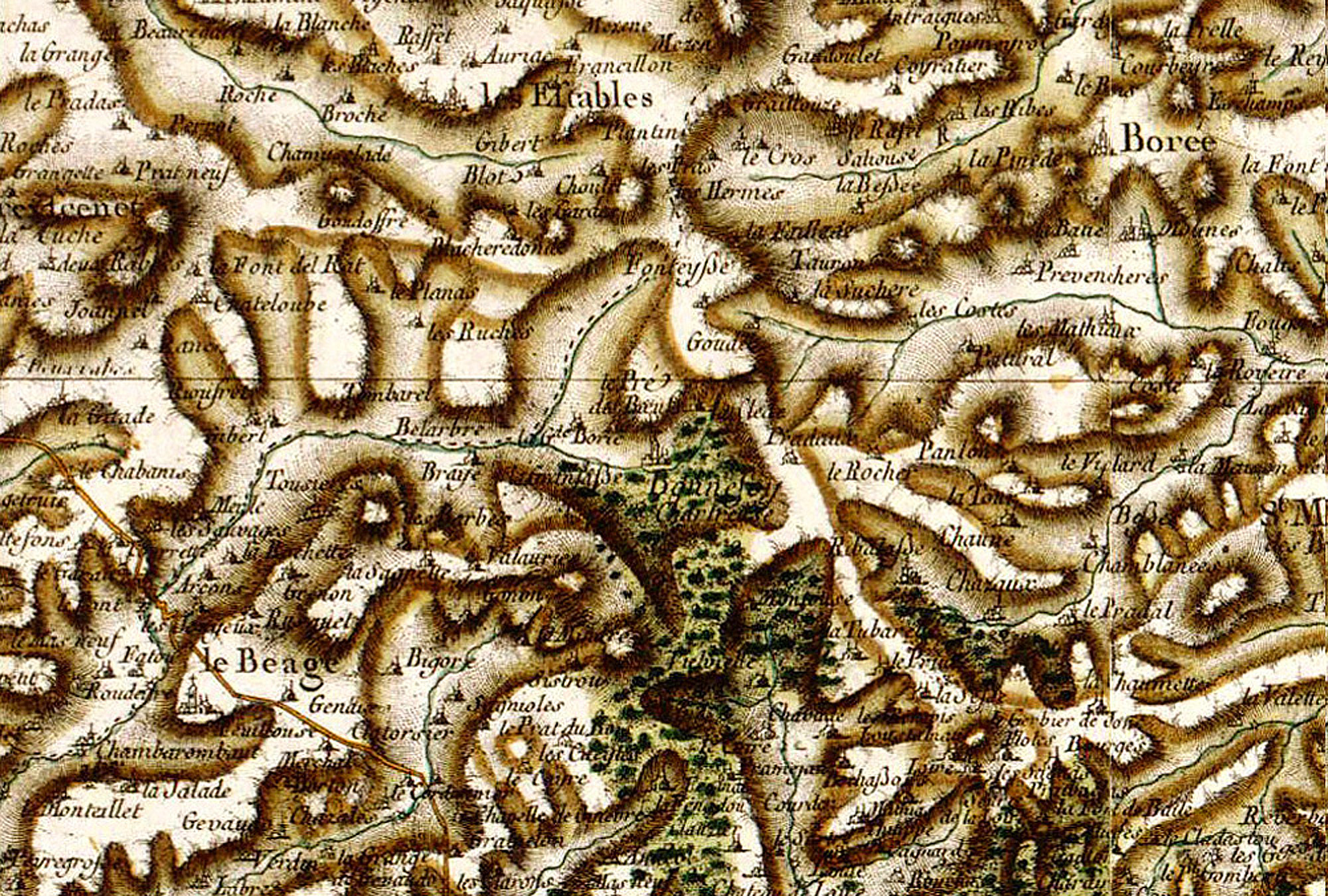
Borée, Le Béage, Les Estables et la Chartreuse de Bonnefoy sur la carte Cassini.

### Préhistoire et Antiquité
Durant l'Antiquité, le territoire de Borée et de l'ensemble du Haut-Vivarais se situait aux limites de nombreux territoires de tribus gauloises dont celles des Vellaves au nord-est, celles des Segovellaunes au nord-ouest et celles des Gabales, au sud-est et celle des Helviens au sud-ouest.

### Époques moderne et contemporaine
En 1848, une partie de la paroisse de Borée fut détachée par Jean-Antoine Rochette et érigée en paroisse de La Rochette, puis en 1856, une partie de la commune de Borée fut détachée et érigée en commune indépendante sous le nom de La Rochette.

## Politique et administration

### Liste des maires
| Période                                  | Période    | Identité          | Étiquette | Qualité                              |
| ---------------------------------------- | ---------- | ----------------- | --------- | ------------------------------------ |
| mars 2001                                | avril 2014 | Georges Murillon  | DVD       |                                      |
| avril 2014                               | mai 2020   | Laurent Chanut    |           | Agriculteur exploitant               |
| mai 2020                                 | en cours   | Anne-Marie Marion |           | Employée administrative d'entreprise |
| Les données manquantes sont à compléter. |            |                   |           |                                      |

## Population et société

### Démographie
L'évolution du nombre d'habitants est connue à travers les recensements de la population effectués dans la commune depuis 1793. Pour les communes de moins de 10 000 habitants, une enquête de recensement portant sur toute la population est réalisée tous les cinq ans, les populations de référence des années intermédiaires étant quant à elles estimées par interpolation ou extrapolation. Pour la commune, le premier recensement exhaustif entrant dans le cadre du nouveau dispositif a été réalisé en 2008.

En 2022, la commune comptait 142 habitants, en évolution de −9,55 % par rapport à 2016 (Ardèche : +2,48 %, France hors Mayotte : +2,11 %).
| 1793  | 1800  | 1806  | 1821  | 1831  | 1836  | 1841  | 1846  | 1851  |
| ----- | ----- | ----- | ----- | ----- | ----- | ----- | ----- | ----- |
| 1 800 | 1 849 | 1 930 | 1 519 | 1 848 | 2 015 | 2 014 | 2 045 | 2 052 |

| 1856  | 1861  | 1866  | 1872  | 1876  | 1881  | 1886  | 1891  | 1896  |
| ----- | ----- | ----- | ----- | ----- | ----- | ----- | ----- | ----- |
| 1 457 | 1 363 | 1 262 | 1 274 | 1 222 | 1 365 | 1 428 | 1 326 | 1 289 |

| 1901  | 1906  | 1911  | 1921  | 1926 | 1931 | 1936 | 1946 | 1954 |
| ----- | ----- | ----- | ----- | ---- | ---- | ---- | ---- | ---- |
| 1 128 | 1 192 | 1 079 | 1 025 | 940  | 911  | 814  | 675  | 606  |

| 1962 | 1968 | 1975 | 1982 | 1990 | 1999 | 2006 | 2008 | 2013 |
| ---- | ---- | ---- | ---- | ---- | ---- | ---- | ---- | ---- |
| 476  | 408  | 301  | 225  | 193  | 135  | 160  | 167  | 164  |

| 2018 | 2022 | - | - | - | - | - | - | - |
| ---- | ---- | - | - | - | - | - | - | - |
| 144  | 142  | - | - | - | - | - | - | - |

### Enseignement
La commune est rattachée à l'académie de Grenoble.

### Activités sportives
En 1963, un téléski fut mis en service à Borée, dans le cirque des Boutières, au lieu-dit du Cuzet. Jusqu'au début des années 1980, date de la cessation de son exploitation, permit aux skieurs de profiter des pentes au sud-est du Mont Mézenc. Ce secteur reste accessible en ski de randonnée, le plus souvent depuis la commune voisine des Estables. Le téléski, faute de neige, a été démonté en octobre 2016.

### Médias
Deux organes de presse écrite sont distribués dans la commune :
- L'Hebdo de l'Ardèche

Il s'agit d'un journal hebdomadaire français basé à Valence et diffusé à Privas depuis 1999. Il couvre l'actualité pour tout le département de l'Ardèche.
- Le Dauphiné libéré

Il s'agit d'un journal quotidien de la presse écrite française régionale distribué dans la plupart des départements de l'ancienne région Rhône-Alpes, notamment l'Ardèche. La commune est située dans la zone d'édition du Nord-Ardèche (Annonay - Le Cheylard).
Ici Drôme Ardèche est la station de radio publique locale émettant sur le secteur de Privas et sur les territoires des départements de l'Ardèche et de la Drôme.

### Cultes
La communauté catholique et l'église paroissiale (propriété de la commune) dépendent de la paroisse Notre-Dame des Boutières, elle-même rattachée au diocèse de Viviers.

## Culture et patrimoine

### Lieux et monuments

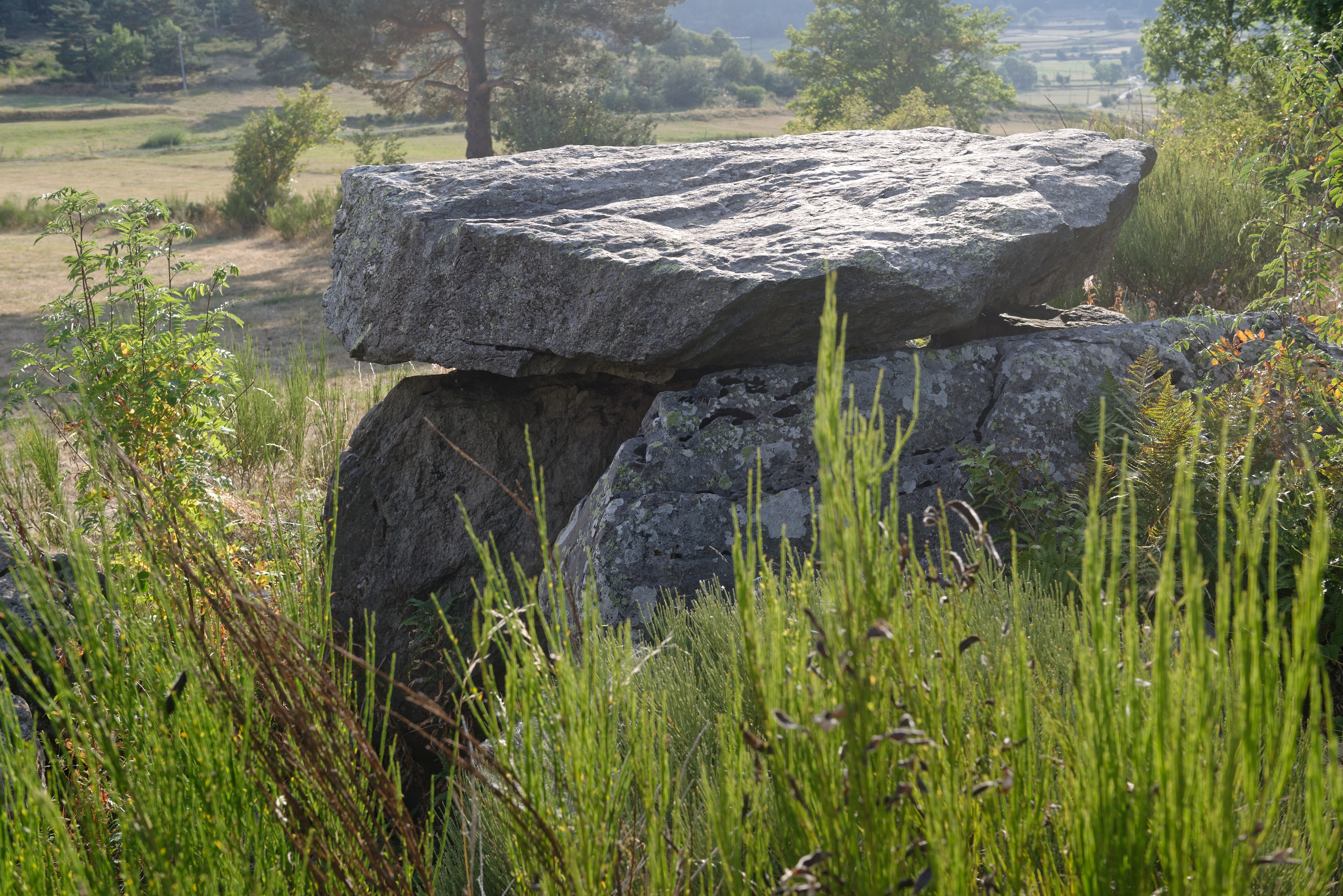
Dolmen des Baumes Borée

- Le tchier de Borée : site mégalithique moderne (pierres sculptées)[28].
- Le dolmen des Baumes[29] ;
- L'église de l'Assomption de Borée : façade bichromique ; elle abrite un vierge noire exposée au-dessus de l'autel[30].
- les roches de Borée, le suc de Touron et le rocher des Pradoux ;
- Le mont Mézenc, point culminant de l'Ardèche.

### Patrimoine gastronomique
Ces trois produits culinaires portent la marque collective « Goûtez l'Ardèche » :
- La violine de Borée est une pomme de terre à la chair violette qui sert à produire la crème de violine ; elle a été importée en France en 1540 par un moine franciscain ; elle est classée légume ancien.
- La « crème de violine » : confiture au goût de châtaigne à base de violine.
- Le « triffou » : petit gâteau sans gluten à base de crème de violine.

### Patrimoine culturel

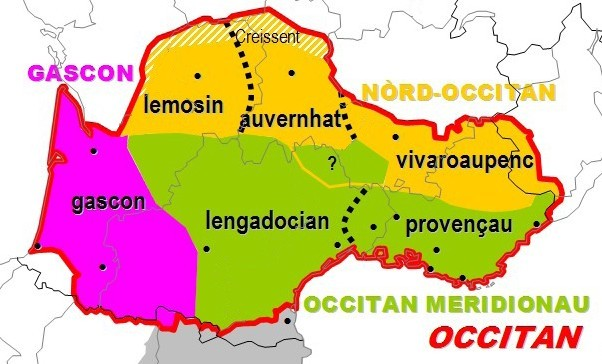
Zone du vivaro-alpin (Pierre Bec).

Linguistiquement et historiquement, le territoire de Borée est situé dans la zone linguistique du Vivaro-alpin, variété du nord-occitan qui est utilisé dans la majeure partie de l'Ardèche, dans les Alpes du Sud en France et dans les vallées orientales du Piémont, en Italie.

### Personnalités liées à la commune
- François Reynaud, (1595-1638), peintre. La cathédrale Saint-Vincent à Viviers conserve de lui trois toiles dont l'Ange gardien peint en 1637. Il se noya accidentellement, dans le Rhône, le 20 juillet 1638[31].
- Jean-Marie Cuoq, pilote de rallye, né à Borée en 1968.
- Roger Planchon (1931-2009), auteur, dramaturge, cinéaste, résistant à treize ans. Il fut animateur du Théâtre national populaire (TNP) de Villeurbanne. Enfant, il passait ses vacances dans la ferme de son grand-père à Borée.

### Héraldique
|  | Borée (Ardèche) possède des armoiries dont l'origine et le blasonnement exact ne sont pas disponibles. |